# 侯林舟
侯林舟（1921年—2004年3月），男，山西翼城人，中华人民共和国政治人物，曾任福建省人大常委会副主任，第五届全国人大代表。